# الناحية المركزية (بشاكرد)
الناحية المركزية لمقاطعة بشاكرد (بالفارسية: بخش مرکزي شهرستان بشاگرد) (بالفارسية: بخش مرکزی شهرستان بشاگرد) هي الناحية المركزية لمقاطعة بشاكرد التابعة لمحافظة هرمزغان في إيران. مدينة واحدة فقط تتبع هذه الناحية هي مدينة سردشت. وقد بلغ عدد سكانها في إحصاء السكان عام 2006 ميلادية 9,322 نسمة، في 2,131 عائلة. يتبع هذه الناحية قسمان ريفيان هما قسم تشكدان الريفي وقسم سردشت الريفي.